# Sheila Espinosa
Sheila María Espinosa Abreu (ur. 20 czerwca 1987) – kubańska zapaśniczka i judoczka. Srebrna medalistka igrzysk Ameryki Środkowej i Karaibów w 2006 w zapasach. Zdobyła złoty medal na mistrzostwach i igrzyskach panamerykańskich w judo w 2007 roku.